# Raymond Carver
Raymond Carver (25. maj 1938 i Clatskanie, Oregon – 2. august 1988 i Port Angeles, Washington) var en amerikansk forfatter og lyriker.
Carver studerede "creative-writing" kursus hos forfatteren John Gardner i Chicago State College, John Gardner blev hans mentor og fik stor indflydelse på hans liv og karriere. Han fortsatte sine studier ved Humboldt State College i Californien, hvor han fik en BA i 1963 og University of Iowa. I sin levetid offentliggjorde han historier og romaner om folk med arbejderklassebaggrund i forskellige tidsskrifter, bl.a. The New Yorker og Esquire. Stilistisk anses Carver for at tilhøre minimalismen.
Carver var gift med digteren Tess Gallagher og ven med Tobias Wolff og Richard Ford. I 1988 blev han optaget i American Academy of Arts and Letters. Fra sin tid på Humboldt State College og til ti år før sin død, havde Carver et stort alkoholmisbrug. Mange af hans historier afspejler hans ønske om alkohol.
Carver døde af kræft i en alder af 50 år i Port Angeles (Washington).